# Delia Chiaro
Delia Carmela Chiaro (* 23. September 1953 in Bedford, Großbritannien) ist eine britische Sprach- und Übersetzungswissenschaftlerin. Sie lehrt als Universitätsprofessorin für Englisch und Übersetzungswissenschaft an der Universität Bologna.

## Leben
Delia Chiaro stammt aus dem in Zentralengland gelegenen Bedford. In den Jahren 1972 bis 1976 studierte sie Moderne Sprachen an der Universität Liverpool und spezialisierte sich im Anschluss daran an der Universität Birmingham auf Linguistik. Danach absolvierte sie zusätzlich in Italien an der Universität Neapel Federico II ein Studium der modernen Sprachen. Ihre universitäre Karriere begann Chiaro 1984 an der Universität Neapel und der Universität Potenza, wo sie bis 1992 als Dozentin tätig war. Von 1992 bis 1994 lehrte sie als außerordentliche Professorin an der Fakultät für Wirtschaft der Universität Salerno.
1995 trat Chiaro das Amt als außerordentliche Professorin an der Scuola Superiore di Lingue Moderne per Interpreti e Traduttori (heute: Sede di Forlì della Scuola di Lingue e Letterature, Traduzione e Interpretazione) in Forlì, einem Außensitz der Universität Bologna, an. Seit 2001 ist sie dort ordentliche Professorin für Englisch und Übersetzung und leitet das Masterprogramm Screen Translation. In ihrer Tätigkeit als Dozentin gab sie Lehrveranstaltungen u. a. zu englischer Sprache und Kultur, Sprachmittlung Englisch-Deutsch, englischer Sprachwissenschaft für Dolmetscher und Übersetzer und audiovisueller Übersetzung. Als Gastdozentin unterrichtete sie an verschiedenen Universitäten weltweit.
Ihre Forschungsinteressen liegen in den Bereichen audiovisuelle Übersetzung und Humorforschung sowie interkulturelle Kommunikation, wobei der Fokus in ihren Studien auf der Art und Weise, wie Filme und Fernsehserien und insbesondere humoristische Szenen in andere Sprachen übertragen werden, liegt. Die Ergebnisse ihrer Forschung trägt sie als Gastrednerin bei internationalen Kongressen vor und publiziert in Fachzeitschriften und Büchern. Zu den Themen audiovisueller Übersetzung und Humorforschung organisiert sie Kongresse und Sommerschulen.

## Publikationen und Herausgeberschaften

### Publikationen (Auswahl)
- Chiaro, Delia (1992): The language of jokes: analysing verbal play. London, New York: Routledge.
- Bucaria, Chiara / Chiaro, Delia / Heiss, Christine (2008): Between text and image: updating research in screen translation. 2008. Amsterdam, Philadelphia: Benjamins.
- Chiaro, Delia (2010): Translation, humour and the media: Translation and humour. New York: Continuum.[5]

### Herausgeberschaften und redaktionelle Tätigkeiten
- Mitglied im Redaktionsausschuss einzelner Ausgaben der Fachzeitschriften Humor International Journal of Humor Research (Mouton De Gruyter  IMPACT FACTOR 2011: 0.857), CULTUS The Journal of Intercultural Mediation and Communication (ISSN 2035-2948), ESP Across Cultures (ISSN 1972-8247)
- Co-Redaktionsleiterin bei mediAzioni: Rivista on-line di studi interdisciplinari su lingue e culture (ISSN 1974-4382)
- Co-Herausgeberin der Reihe Topics in Humor Research (John Benjamins)
- Herausgeberin der Buchreihe Voci dalla traduzione (University of Bologna, Bononia University Press)[2]
- Delia Chiaro, Raffaella Baccolini (Hrsg.): Gender and Humor. Interdisciplinary and International Perspectives. Routledge, New York / London 2014, ISBN 978-1-315-81432-2 (englisch, eingeschränkte Vorschau in der Google-Buchsuche).